# 殿試

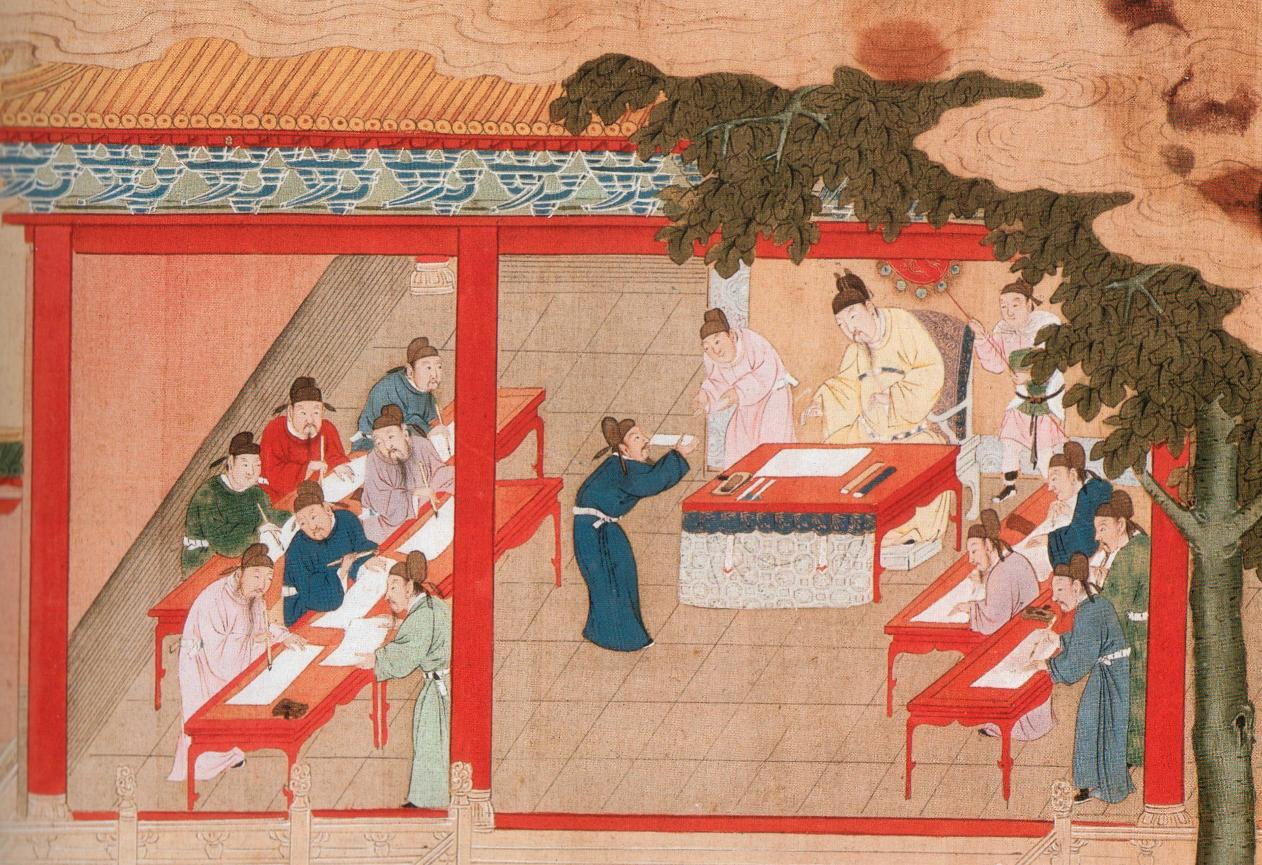
殿試

殿試（でんし、満洲語：ᡩ᠋᠋ᡝ᠋ᠶᡝᠨ
ᡩ᠋ᡝ᠋
ᠰᡳᠮᠨᡝᠮᠪᡳ、deyen de simnembi）とは、中国の科挙の最終試験で、進士に登第した者が、皇帝臨席の下に受ける試験を言う。試験であるが不合格者は出さず、合格者の最終的な順位を決めるだけのものであった。皇帝の面前で行われたため、面接試験と誤解されることがあるが、実際には筆記試験である。
宋代の太祖より始まったもので、既に進士の地位は得ている者たちの順位がこの最終試験によって決められ、後々の処遇に大きく影響した。
殿試は皇帝自らが行う建前だが、実際には朝廷の大臣が試験官を務めた。これを読巻大臣という。読巻大臣は8名であり、その中には内閣大学士が含まれている。
上位より3名はそれぞれ、第1位が状元、第2位が榜眼、第3位が探花と呼ばれ、高官としての将来が約束された。
皇帝自ら行うため、時には皇帝の気まぐれや（政治的な）都合で順位が左右されることもあり、趙翼のようにそれで状元を逃した例もあった。

## 参考書籍
- 宮崎市定『科挙』（中公新書、1963年）